# Mustavaara (kulle i Finland, Norra Österbotten, Koillismaa, lat 65,87, long 29,40)
Mustavaara är en kulle i Finland.   Den ligger i den ekonomiska regionen  Koillismaa ekonomiska region  och landskapet Norra Österbotten, i den nordöstra delen av landet, 700 km norr om huvudstaden Helsingfors. Toppen på Mustavaara är 350 meter över havet. Mustavaara ingår i Haapovaarat.
Terrängen runt Mustavaara är huvudsakligen platt. Runt Mustavaara är det mycket glesbefolkat, med 2 invånare per kvadratkilometer. Närmaste större samhälle är Kuusamo, 13,9 km nordväst om Mustavaara. 